# Hammaguir
Hammaguir  o B-2 Hammaguir è una località algerina situata nel comune di Abadla, nella daira di Abadla, nella wilaya de Béchar a 120 km dalla città di Béchar. Il suo nome deriva da Guir, un vicino uadi, e da hamada, nome arabo che indica gli altipiani del Sahara.
La località divenne nota dopo la seconda guerra mondiale, nel 1948, l'Armée de terre e l'Armée de l'air scelsero un sito vicino ad essa per installare rampe di lancio per i missili militari e i razzi per il lancio di satelliti artificiali, questo centro si aggiungeva a quello di Colomb-Béchar. La base di Hammaguir (all'epoca in Francia, poiché l'Algeria francese era parte integrante della République française), il cui nome completo era Centre interarmées d'essais d'engins spéciaux (C.I.E.E.S.) d'Hammaguir, divenne sede del Centre Interarmées d'essais d'engins speciaux e fu attiva dal 1948 al 1967, quando fu abbandonata e consegnata al governo algerino mentre le attività spaziali vennero trasferite a Kourou, nella Guyana francese. Da Hammaguir fu lanciato nel 1965 il primo satellite francese, Asterix con il lanciatore Diamant.